# Lycomorpha splendens
Lycomorpha splendens là một loài bướm đêm thuộc phân họ Arctiinae, họ Erebidae.